# Santa Catarina Masahuat
Santa Catarina Masahuat () é um município localizado no departamento de Sonsonate, em El Salvador.

## Transporte
O município de Santa Catarina Masahuat é servido pela seguinte rodovia:
- SON-12, que liga a cidade de Salcoatitán ao município de San Antonio del Monte[1]